# Académie des beaux-arts de Varsovie
Pour les articles homonymes, voir Académie des beaux-arts.
L'Académie des beaux-arts de Varsovie est le plus ancien établissement universitaire de formation artistique de Pologne. Son siège se situe dans le Palais Czapski, Ulica Krakowskie Przedmieście (rue du faubourg de Cracovie), à Varsovie. L'académie est dirigée par Ksawery Piwocki jusqu'en septembre 2012, puis par Adam Myjak.

## Histoire
En 1766, le roi Stanislas II confie à Marcello Bacciarelli l'élaboration d'un premier projet d'académie d'art à Varsovie.
Mais ce projet ne peut aboutir du fait de la partition de la Pologne. Néanmoins, Bacciarelli a le temps d'établir un atelier qui poursuivra son activité après la partition de la Pologne.

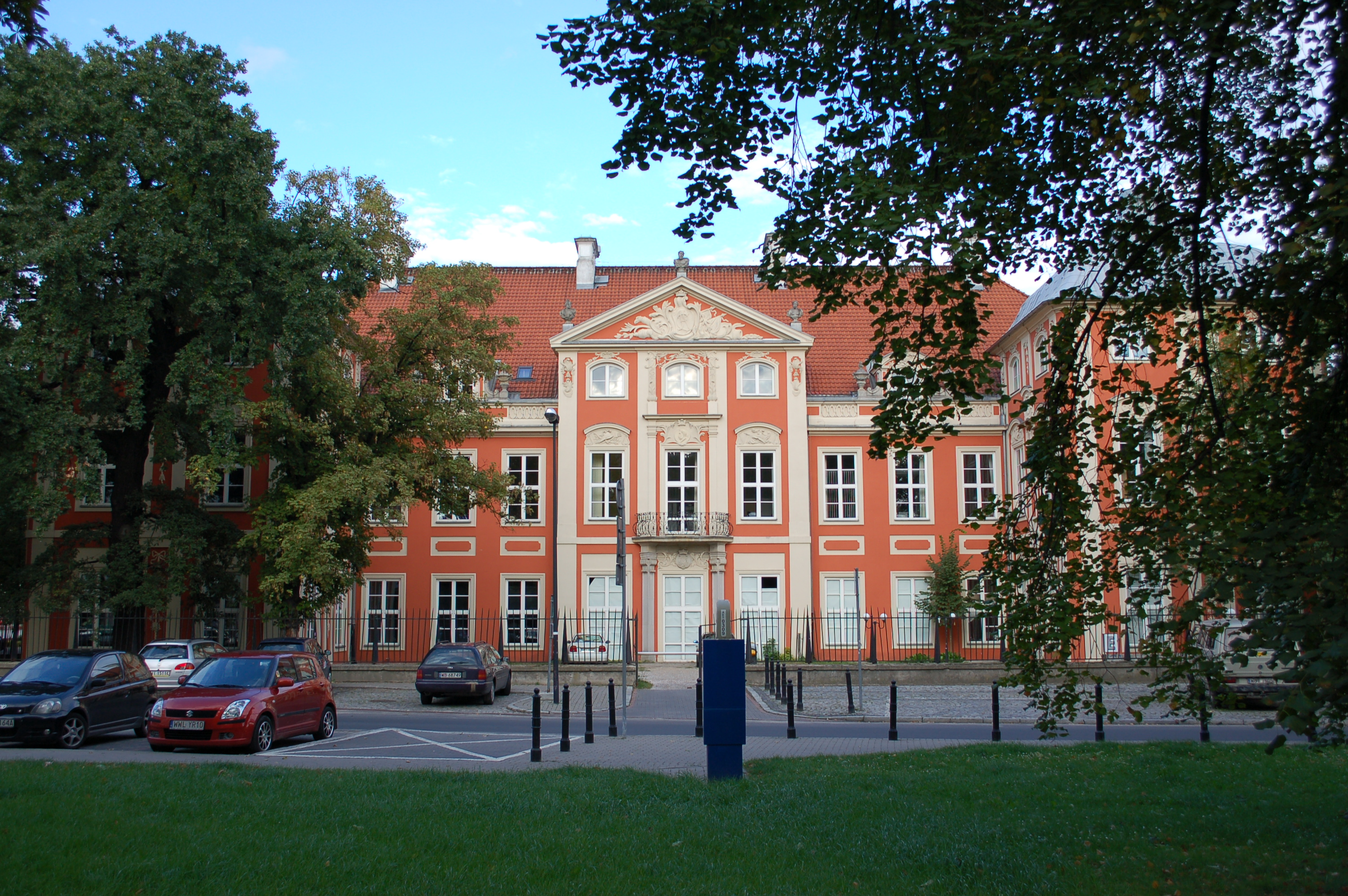
Palais Czapski (Varsovie)

C'est en 1816 que le jeune royaume du congrès, dote la toute nouvelle Université de Varsovie d'une faculté consacrée aux beaux-arts. Parmi les premiers professeurs qui y exercent, outre Marcello Bacciarelli, on trouve également Jan Antoni Blank, Antoni Brodowski, Zygmunt Vogel. Par mesure de rétorsion à l'insurrection de novembre, l'université est dissoute en 1831 par les autorités russes.
Une nouvelle École des beaux-arts est fondée en 1844, rattachée au Gymnazjum Realne.
Les professeurs y sont Chrystian Breslauer, Rafał Hadziewicz, Jan Feliks Piwarski, Marcin Zaleski.
Elle est fermée en 1864, à la suite de l'insurrection de janvier à laquelle les élèves ont participé.
Un cours de dessin dirigé par Cyprian Lachnicki lui succède en 1865. Ce sera le seul établissement d'enseignement artistique à Varsovie jusqu'en 1904. C'est à cette date qu'est créée l'École des beaux-arts de Varsovie avec comme premier directeur Kazimierz Stabrowski.
On trouve parmi ses professeurs Konrad Krzyżanowski, Charles Tichy, Ferdinand Ruszczyc et Xawery Dunikowski. L'école est dirigée entre 1909 et 1920 par Stanisław Lentz.
En 1920, W. Skoczylas, directeur de l'école de dessin (qui est l'ancien cours de dessin de Cyprian Lachnicki), la transforme en École municipale d'arts décoratifs et de peinture de Varsovie.
En 1932, l'École des beaux-arts, quant à elle, est transformée en académie des beaux-arts. Son recteur est Tadeusz Pruszkowski.
Dès 1945, au lendemain de la Seconde Guerre mondiale, les deux écoles rouvrent.
Elles fusionnent en 1950 sous le nom d'École supérieure d'arts plastiques.
En 1957, cette école devient l'Académie des beaux-arts de Varsovie.

## Départements (facultés)
L'académie est composée des facultés suivantes
- Peinture (Wydział Malarstwa)
- Arts graphiques (Wydział Grafiki)
- Design industriel (Wydział Wzornictwa)
- Design d'intérieur (Wydział Architektury Wnętrz)
- Sculpture (Wydział Rzeźby)
- Restauration et conservation des œuvres d'art (Wydział Konserwacji i Restauracji Dzieł Sztuki)
- Arts des médias et scénographie (Wydział Sztuki Mediów i Scenografii)
- Administration de la culture visuelle (Wydział Zarządzania Kulturą Wizualną)

Services communs
- centre de langues étrangères
- centre d'éducation physique

## Enseignants et anciens élèves
- Magdalena Abakanowicz, (1930-2017)
- Marcello Bacciarelli, (1731-1818)
- Pierre Bernard, né en 1942
- Anna Biedrzycka Sheppard, née en 1946
- Jacek Bromski, né en 1946, réalisateur et producteur de cinéma
- Michał Bylina (1904-1982)
- Ahmed Cherkaoui, (1934-1967)
- Mikołaj Konstanty Czurlanis (Mikalojus Konstantinas Čiurlionis) (1875-1911),  compositeur et peintre lituanien polonophone
- David Garfinkiel, (1902-1970)
- Nathan Gutman (1914-1990)
- Rafał Hadziewicz, (1803-1883)
- Henri Hayden, (1883-1970)
- Jacques Hnizdovsky, (1915-1985)
- Alice Hohermann (1902-1943)
- Charles-Boris de Jankowski, (1862-1941)
- Paweł Jocz (1943-2008), sculpteur et dessinateur établi en France
- Krzysztof Jung, (1951-1998)
- Raymond Kanelba, (1897-1960)
- Wincenty Kasprzycki, (1802-1849)
- Nadia Khodossievitch Léger, (1904-1982)
- Bronisław Kierzkowski, (1924-1993)
- Piotr Kamler, né en 1936
- Wojciech Kossak, (1856-1942)
- Zofia Kossak-Szczucka, (1890-1968)
- Witold Krassowski, né en 1956
- Tadeusz Kulisiewicz, (1899-1988)
- Zofia Kulik, née en 1947
- Majka Kwiatowska, née en 1949
- Zygmunt Landau, (1898-1962)
- Katherine Librowicz (1912-1991)
- Sarah Lipska (1882-1973)
- Lech Majewski, né en 1953
- Jacob Macznik, (1905-1945)
- Władysław Malecki, (1836-1900)
- Eugeniusz Geno Malkowski, né en 1942
- Adolphe Milich, (1884-1964)
- Simon Mondzain, (~1888-1979)
- Piotr Naszarkowski, né en 1952,  graveur et illustrateur installé en Suède
- Edward Okuń
- David Olère, (1902-1985)
- Roman Opałka, (1931-2011)
- Felicia Pacanowska (1907-2002)
- Jean Peské, (1870-1949)
- Joseph Pressmane, (1904-1967)
- Irène Reno, (1884-1953)
- Maria Papa Rostkowska, (1923-2008)
- Grzegorz Rosiński, né en 1941, auteur de BD installé en Belgique puis en Suisse
- Moshe Rynecki, (1881-1943)
- Wojciech Sadley, né en 1932
- Wojtek Siudmak, né en 1942
- Arnó Stern, (1888-1949)
- Karol Stryjenski, (1887-1932)
- Józef Szajna, (1922-2008)
- Wojciech Święcki (1827-1873)
- Abram Topor, (1903-1992)
- Krzysztof Wodiczko, né en 1943
- Marcin Zaleski, (1796-1877)